# Bund von Sanhādscha
Der Bund von Sanhādscha war ein wirtschaftlicher Zusammenschluss mehrerer Berberstämme Westafrikas um die erste Jahrtausendwende.
Eine der im 8. Jahrhundert in Mauretanien angekommenen berberischen Gruppen waren die Lamtuna. Im 9. Jahrhundert hatten die Lamtuna die politische Dominanz in den Regionen von Adrar und von Hodh an sich gerissen. Mit zwei anderen wichtigen berberischen Gruppen, den Masufa und Dschodalla, gründeten sie den Bund von Sanhādscha. Aus ihrer Hauptstadt 'Aoudaghoust' kontrollierten die Lemtuna diesen losen Bund und die westlichen Wüstenrouten der Karawanen, die nach der Einführung des Kamels in diesen Regionen gerade anfingen, aufzublühen. Während seiner Hochphase zwischen dem 8. und dem 10. Jahrhundert verfolgte der Bund von Sanhādscha eine dezentralisierte Politik, basierend auf zwei verschiedenen Gruppen:
- die städtischen muslimischen Händler, die den Karawanenhandel betrieben und
- die unabhängigen Nomaden, die ihre traditionellen Religionen weiterhin wahrten.

Dominiert durch die Händler Sanhādschas, hatte der Karawanenhandel seine Grenze im Norden in der Handelsstadt des Maghrebs Sidschilmasa und im Süden in Koumbi Saleh, Hauptstadt vom Reich von Ghana. Später endete die Handelsstrecke im Süden in Timbuktu, Hauptstadt des Malireichs. Gold, Elfenbein und Sklaven wurden nach Norden transportiert und gegen Salz, Kupfer, Kleiderstoff und anderen Luxuswaren ausgetauscht. In den alten Minen in der Nähe von 'Kediet Ijill' im Norden von Mauretanien wird heute noch Salz abgebaut und in Salzkarawanen nach Süden transportiert.
Wichtige Städte entlang der Handelsstrecken wurden gebaut. Die einfachste, aber nicht die kürzeste Strecke zwischen Ghana und Sijilmasa führte von Koumbi Saleh über Aoudaghoust, Oualâta, Tichitt und Ouadane. Diese Städte entlang der Strecke wurden zu wichtigen Einkaufs- und Politikzentren.
Der arabische Chronist des 11. Jahrhunderts Al-Bakri beschrieb Aoudaghoust als eine große Stadt mit einer Bevölkerung von 5.000 bis 6.000 Menschen, einer großen und vielen kleinen Moscheen, die von großen unter Bewässerung kultivierten Felder umgeben war.
Oualâta war ein wichtiger Verbindungspunkt auf der Strecke des Gold- und Salzhandels, aber auch Treffpunkt der Pilger nach Mekka, zur Haddsch.
Koumbi Saleh war eine große kosmopolitische Stadt, die zwei verschiedene Sektionen umfasst:
- das islamische Viertel mit einer Architektur, die von den Arabern beeinflusst wurde, und
- das schwarze Viertel traditioneller Dachstroh- und Schlammarchitektur, wo der nichtmuslimische König von Ghana residierte.

Eine andere wichtige Handelsstadt des Bundes von Sanhādscha in Mauretanien war Chinguetti, später ein wichtiges religiöses Zentrum (Siebte heilige Stadt des Islam).
Obwohl Koumbi Saleh den Fall des Ghana-Imperiums nicht überlebte, bewahrten Aoudaghoust und insbesondere Oualâta ihre Bedeutung bis zum 16. Jahrhundert, als die Handelsaktivitäten sich zu den europäisch kontrollierten Küsten verschoben.